# Marathon van Berlijn 1994
De marathon van Berlijn 1994 werd gelopen op zondag 25 september 1994. Het was de 21e editie van de marathon van Berlijn. De Portugees António Pinto kwam bij de mannen als eerste over de streep in 2:08.31. De Duitse Katrin Dörre won bij de vrouwen in 2:25.15.

## Uitslagen

### Mannen
| rang   | naam                 | land | tijd    |
| ------ | -------------------- | ---- | ------- |
| Goud   | António Pinto        | POR  | 2:08.31 |
| Zilver | Sam Nyangincha       | KEN  | 2:08.50 |
| Brons  | Antonio Serrano      | ESP  | 2:09.13 |
| 4      | Lameck Aguta         | KEN  | 2:10.41 |
| 5      | Bert vanVlaanderen   | NED  | 2:10.49 |
| 6      | Jackson Kipngok      | KEN  | 2:12.12 |
| 7      | Gilbert Rutto        | KEN  | 2:12.36 |
| 8      | Juvenal Ribeiro      | POR  | 2:12.52 |
| 9      | Samson Maritim       | KEN  | 2:12.59 |
| 10     | Miroslaw Plawgo      | POL  | 2:13.05 |
| 11     | Pyotr Sarafinyuk     | UKR  | 2:13.21 |
| 12     | Tumo Turbo           | ETH  | 2:13.49 |
| 13     | Bedaso Turbe         | ETH  | 2:14.11 |
| 14     | Francis Robert Naali | TAN  | 2:14.26 |
| 15     | Rainer Wachenbrunner | GER  | 2:14.38 |

### Vrouwen
| rang   | naam                | land | tijd    |
| ------ | ------------------- | ---- | ------- |
| Goud   | Katrin Dörre        | GER  | 2:25.15 |
| Zilver | Rocio Rios          | ESP  | 2:29.00 |
| Brons  | Malgorzata Sobanska | POL  | 2:30.00 |
| 4      | Kirsi Mattila       | FIN  | 2:31.23 |
| 5      | Sonja Oberem        | GER  | 2:31.35 |
| 6      | Aurica Buia         | ROU  | 2:33.16 |
| 7      | Elzbieta Jarosz     | POL  | 2:33.28 |
| 8      | Olga Loginova       | RUS  | 2:33.58 |
| 9      | Krystyna Kuta       | POL  | 2:35.24 |
| 10     | Elena Razdrogina    | RUS  | 2:35.45 |
| 11     | Cristina Costea     | ROU  | 2:35.45 |
| 12     | Galina Goranova     | BUL  | 2:36.20 |
| 13     | Birgit Schuckmann   | GER  | 2:37.37 |
| 14     | Elena Razdrogina    | RUS  | 2:41.15 |
| 15     | Fatima Neves        | POR  | 2:46.29 |

1974 ·
1975 ·
1976 ·
1977 ·
1978 ·
1979 ·
1980 ·
1981 ·
1982 ·
1983 ·
1984 ·
1985 ·
1986 ·
1987 ·
1988 ·
1989 ·
1990 ·
1991 ·
1992 ·
1993 ·
1994 ·
1995 ·
1996 ·
1997 ·
1998 ·
1999 ·
2000 ·
2001 ·
2002 ·
2003 ·
2004 ·
2005 ·
2006 ·
2007 ·
2008 ·
2009 ·
2010 ·
2011 ·
2012 ·
2013 ·
2014 ·
2015 ·
2016 ·
2017 ·
2018